# Cantón de Mugron
El cantón de Mugron era una división administrativa francesa, que estaba situada en el departamento de Landas y la región de Aquitania.

## Composición
El cantón estaba formado por trece comunas:
- Baigts
- Bergouey
- Caupenne
- Doazit
- Hauriet
- Lahosse
- Larbey
- Laurède
- Maylis
- Mugron
- Nerbis
- Saint-Aubin
- Toulouzette

## Supresión del cantón de Mugron
En aplicación del Decreto n.º 2014-181 de 18 de febrero de 2014, el cantón de Mugron fue suprimido el 22 de marzo de 2015 y sus 13 comunas pasaron a formar parte del nuevo cantón de Ladera de Chalosse.